# David Desrosiers
David Phillipe Desrosiers és un baixista de la banda canadenca Simple Plan.

## Biografia
Desrosiers va néixer a Sept-îles (Quebec) el 29 d'agost de 1980; per tant, és l'únic membre de la banda que no és de Mont-real. L'any 1999, quan en Pierre Bouvier va deixar la banda Reset, ell va ocupar el seu lloc com a cantant fins a mitjans de l'any 2000, quan li van oferir formar part de la nova banda d'en Pierre i en Chuck Comeau. Des de llavors, toca el baix i canta dins el grup de Simple Plan.
Als dotze anys va viure el que ell anomena com la tragèdia de la seva vida: els seus pares es van divorciar i ell es va quedar amb la seva mare. Un any després va començar a tocar amb Reset, i va ser l'últim a ingressar a Simple Plan.
David Desrosiers ha tocat també la bateria o la guitarra per Green Day, Good Charlotte, i MxPx.